# پلتان
پلتان (انگلیسی: Peloton) شرکت تجهیزات ورزشی آمریکایی است، که در سال ۲۰۱۲ تأسیس شد.